# Торонтська єпархія УГКЦ
Українська католицька єпархія Торонто й Східної Канади (англ. Ukrainian Catholic Eparchy of Toronto and Eastern Canada) — єпархія Української греко-католицької церкви, яка входить до складу Вінніпезької митрополії. Єпархія була заснована 3 листопада 1956. Від 28 квітня 2022 єпархом є Браян Байда. Юрисдикція Єпархії охоплює Торонто і всю східну Канаду (а саме провінції: Онтаріо, Квебек, Ньюфаундленд і Лабрадор, Острів Принца Едварда).

## Список Єпархів[1]
- Браян Байда (2019—2022 — апостольський адміністратор, з 2022 — єпарх)
- Стефан Хміляр (2003—2019)
- Корнилій Пасічний (1998—2003)
- Ісидор Борецький (1956—1998)

## Список парафій
Список неповний

### Онтаріо
| Назва                                                       | Місто             | Роки спорудження | Адреса                                           | Фото | Короткі відомості |
| Церква святого Йосафата                                     | Торонто           | 1953             | 143 Franklin Avenue Toronto, ON                  |      | Катедральний храм Торонтської єпархії. Настоятель о. Володимир Янішевський |
| Церква Святого Пророка Іллі                                 | Брамптон          | 2016             | 10193 Heritage Rd, Brampton, ON L7A 0A1          |      | 1976 року в Бремптоні заснована парафіяльна громада УГКЦ, 1995-го освячено храм святого пророка Іллі. Це одна з двох церков в бойківському стилі, які мають 5 пірамідальних бань замість звичайних 3-х (друга така – церква с. Юра в м. Дрогобич, Україна). У 2014 році, за дивним збігом після Євромайдану в Києві, церква згоріла. Через 1.5 роки церкву відбудували, а 1 жовтня 2016 року Блаженніший Святослав освятив храм. Настоятель о. Роман Ґаладза. |
| Собор Покрова Святої Богородиці                             | Торонто           | 1962-1964        | 30 Leeds Street,Toronto, ON M6G 3R8              |      | Протоієрей о. Богдан Чолій. У парафії діють організації: Б.У.К. — Братство Українців Католиків, Л.У.К.Ж.К. — Ліґа Українських Католицьких Жінок Канади, Церковний Хор під керівництвом Зенона Лавришина, Хор "Благовіст" під керівництвом Лесі Коник. |
| Церква Святого Михайла (Christ the Good Shepherd)           | Етобіко, Торонто  | 1954             | 182 Sixth Street, Toronto, ON, Canada            |      | Церква була побудована на Шостій вулиці в Нью-Торонто, оскільки в цьому районі поселилося багато мігрантів з України. Настоятель храму о. Тарас Лозинський. |
| Церква Святого Великомученика Дмитрія                       | Етобіко, Торонто  | 1959             | 135 La Rose Ave, Etobicoke, ON M9P 1A6           |      | У травні 1959 року о. Івана Татарина попросили заснувати нову парафію, щоб обслуговувати жителів Етобіко та задовольняти потреби громади. Хоча багато парафій процвітали в околицях Торонто, парафія Св. Великомученика Димитрія була заснована для служіння громаді, що відзначається своєю різноманітністю. У 1975 році була побудована україномовна школа. У 1984 році, з нагоди наступаючого Тисячоліття християнства в Україні, було збудовано Свято-Димитріївську резиденцію для пенсіонерів. |
| Свято-Миколаївська Українська Католицька Церква             | Торонто           | 1909             | 770 Queen Street West, Toronto, ON M6J 1G4       |      | Збудована в 1909 році. Архітектор Пол Герберт Джордж. Спочатку церква не належала українській громаді і називалася Dale Presbyterian Church. 20 травня, 1951 року Свято-Миколаївська церква була куплена українською громадою через надто велику кількість прихожан у парафії Церкви Успіння Пресвятої Богородиці. З 1 грудня 1952 року Свято-Миколаївська церква оформилась в окрему парафію під проводом отця д-ра Богдана Липського. При церкві було відкрито українську вечірню школу та українську бібліотеку. Настоятель храму o. Роман Лобай |
| Українська Католицька Церква Успіння Пресвятої Богородиці   | Торонто           |                  | 276 Bathurst St, Toronto, ON M5T 2S3             |      | |
| Українська Католицька Церква Святого Володимира             | Торнгілл, Торонто |                  | 15 Church Ln, Thornhill, ON L3T 2G4              |      | Українська церква Св. Володимира була побудована в 1847 році теслею на ім'я Іоанн Едей. До 1972 року церква використовувалася римо-католицькими парафіянами святого Луки. Після 1972 церкву передали Українській католицький громаді Торнгілла. |
| Українська Католицька Церква св. Петра і Павла              | Скарборо, Торонто | 1978             | 1490 Markham Rd, Scarborough, ON M1B 2V9         |      | Парафія Святих Петра і Павла в місті Торонто (в районі Скарборо) була заснована в січні 1949 року невеликою групою з 12 місцевих сімей. Перша будівля церкви була зведена в 1952 році . |
| Українська Католицька Церква Святої Марії                   | Місісаґа          | 1975-1977        | 3625 Cawthra Rd, Mississauga, ON L5A 2Y4         |      | Спочатку був побудований громадський центр у серпні 1968 року, а перша служба відбулася в ньому в березні 1970 року. Роботи над верхньою церквою почалися в 1975 році і були завершені у 1977 році. Парохом Собору тривалий час був о. мітрат, д-р Роман Паньків. Від серпня 2023 — о. Тома Гривна.. |
| Церква Різдва Пресвятої Богородиці                          | Ніаґара-Фоллс     | 1988             | 6248 Main St, Niagara Falls, ON, Canada, L2G 6A4 |      | Українська греко-католицька парафія Різдва Пресвятої Богородиці у Ніагара Фоллс заснована у 1951 році. Першим парохом був о.Григорій Бойко - емігрант з України, який до того був парохом церкви Покрови Пресвятої Богородиці у селі Підгайчики (зараз Золочівський район, Львівська область). Церкву Різдва Пресвятої Богородиці побудовано у 1988 році. |
| Українська Католицька Церква Св. Івана Богослова            | Сент-Кетерінс     | 1981             | 91 Lakeshore Road, St. Catharines, ON, L2N 2T6   |      | Отець Вальтер Дацко та єпископ Ісидор Борецький вирішили, що необхідна нова парафія у Сейнт-Кетерінс у 1981 . |
| Українська Католицька Церква Святих Кирила та Методія       | Сейнт-Кетерінс    |                  | 14 Rolls Ave, Saint Catharines, ON               |      | Архітектор — Філіпп Ру. |
| Українська Католицька Церква Святого Духа                   | Гамільтон         |                  | 15 St. Olga St., Hamilton, ON                    |      | Парафію засновано у 1916 році. |
| Церква Святого Миколая                                      | Гамільтон         |                  | 260 Melvin Ave, Hamilton, ON L8H 2K2             |      | |
| Церква Воскресіння                                          | Гамільтон         |                  | 821 Upper Wentworth Street Hamilton, ON          |      | |
| Церква Святого Йосифа                                       | Оквілл            | 2012             | 300 River Oaks Blvd. E. Oakville, ON             |      | Архітектор — Микола Василько. Будівництво коштувало 9,85 млн канадських доларів. |
| Церква Покрови Пресвятої Богородиці                         | Берлінґтон        |                  | 419 Pearl Street Burlington, ON                  |      | |
| Церква святого Івана Хрестителя                             | Брентфорд         | 1911, 1929       | 100 Terrace Hill St, Brantford, ON N3R 1G3       |      | Заснована 1911 року. Перебудована 1929 року. Вважається найстарішою українською католицькою церквою у Східній Канаді. |
| Церква Преображення Господнього                             | Кітченер          |                  | 131 Victoria St. S., Kitchener, ON N2G 2B6       |      | Перші українські поселенці району Ватерлу власними руками будували свій храм, а в 1926 році перший український єпископ Канади, св.муч. Никита Будка прибув із далекого Вінніпеґу щоби поблагословити наріжний камінь. В парафії є родини перших піонерів, повоєнні поселенці та нові іммігранти з Польщі та з України . |
| Церква Успіння Пресвятої Богородиці                         | Кембридж          | 1961             | 582 Eagle Street N Cambridge Ontario             |      | |
| Церква Покрови Пресвятої Богородиці                         | Ґвельф            |                  | 115 York Rd, Guelph, ON, Canada                  |      | Отець М. Цурковський сприяв сприяв розвитку СУМ та був капеланом осередку. Відділ розміщався у приміщенні Української церкви Св. Покрови. При відділі організовано Рідну Школу яку відвідувало 15 дітей, при опіці В. Боєчко і А. Секенда. Юні члени СУМ Гвельф сформували хор і гурток народних танців. Сучасний парох — о. Андрій Фіґоль. |
| Церква святого Михаїла Архангела                            | Бімсвілл          |                  | 4424 Regional Rd 18, Beamsville, ON              |      | |
| Церква Святого Архангела Михаїла                            | Велланд           | 1956             | 422 David St Welland, ON                         |      | У 1924 році декілька родин відокремилося від попередньої української грекокатолицької парафії Святої Трійці, утворивши нову грекокатолицьку церкву у місті Велланд. Того ж року було зведено перший дерев'яний храм Святого Архангела Михаїла під керівництвом отця Нестора Дрогомецького (Nestor Drohomietsky). Нову церкву назвали, як кажуть, на честь церкви Святого Архистратига Михаїла у селі Цінева, Івано-Франківська область, звідки походило кілька родин-засновників парафії . У 1940—1947 роках священником парафії був отець Ісидор Борецький. У 1956 році первісний дерев'яний храм пересунули на південну частину ділянки, а на його місці звели муровану церкву під керівництвом отців Олейника та Джулинського. 11 листопада 1956 року церкву освятив на той час уже єпископ Ісидор Борецький. У 1965 році дерев'яний храм було розібрано, щоб збудувати на його місці парафіяльний центр, відкритий у 1967 році. Фрески у церкві були виконані Теодором Куфосом у ранніх 1980-х. |
| Церква Царя Христа                                          | Лондон            | 1952             | 707 Nelson Street London, ON                     |      | |
| Церква святих Володимира і Ольги                            | Віндзор           | 2009             | 601 Lake Trail Dr, Windsor, ON N9G 2M3           |      | Парафію було засновано в 1925 році . У 2008 році розпочалося будівництво нової церкви вартістю приблизно 5 млн канадських доларів. |
| Українська Католицька Церква великомученика святого Георгія | Сарнія            | 1962             | 1045 Rosedale Avenue, Sarnia, ON N7S 1Z5         |      | Парафію було засновано в 1949 році |
| Церква святої Катерини Александрійської                     | Бонд-Гед          | 1839             | 56 Hearn St, Bond Head, ON L0G 1B0               |      | Парафія оселилася в церкві у 2008 році, раніше це була англіканська церква Святої Трійці. |
| Церква Воздвиження Чесного Хреста                           | Беррі             | 2008             | 19 Parkside Dr, Barrie, ON                       |      | |
| Церква святих Володимира і Ольги                            | Каваджа-Біч       | 1989             | 5 Brook Ave., Tiny, ON                           |      | Перша управа церковно-будівельного комітету побудови церкви святих Володимира і Ольги вибрана на загальних зборах 5-го липня 1987 р. Парох о. Дмитро Паньків . В липні 1989 року відбулося врочисте посвячення церкви, яке довершив владика Ісидор Борецький в сослуженні отців. Святкування закінчилося бенкетом в Мідленд. На посвяченні були гості з України - тріо "Золоті Ключі", між ними славна Ніна Матвієнко з чоловіком. |
| Церква святого Великомученика Юрія Переможця                | Ошава             | 1955             | 597 Albert St Oshawa, ON L1H 4T2                 |      | Парафія була заснована близько 1912 року з благословення єпископа Микити Будки, невдовзі після того, як тут вперше оселилися переселенці з Галичини та Буковини. У 1916-1917 була збудована церква. Після Другої світової війни Ошава прийняла велику кількість українських іммігрантів. Оскільки церква стала занадто малою для громади, що зростала, землю було придбано на іншому боці вулиці, і будівництво нової церкви розпочалося в 1955 році, а єпископ Ісидор Борецький освятив наріжний камінь . |
| Церква святого Михаїла Архангела                            | Кінґстон          | 1959             | 472 Bagot Street, Kingston, ON K7K 3C4           |      | Парафія офіційно заснована 1949 року. У 1959 році члени місцевої української громади об'єднали зусилля і побудували залу, що використовувалася як культурний центр. У 1980 році цю залу було переобладнано для використання в якості церкви. Освячена Ісидором Борецьким. |
| Український католицький собор Святого Івана Хрестителя      | Оттава            | 1987             | 952 Green Valley Crescent, Ottawa, ON K2C 3K7    |      | Єдина українська католицька парафія на території Оттави. Парафія Святого Івана Хрестителя вперше утворена в 1914 році. Після зустрічей у церквах інших парафій у 1918 році парафія придбала будівлю в західній частині міста та перетворила її на церкву. Збори Української католицької церкви святого Іоанна Хрестителя зробили меморіальний сувій на пам'ять про мирян цієї парафії, які служили під час Другої світової війни. 1966 року церква тимчасово була переміщена у будівлю на проспекті Карлінг. Спочатку тут планували побудувати постійну церкву, але місце розташування виявилося занадто малим. Сучасну церкву побудували в 1987 році. Вона розташована біля перехрестя головної дороги з вулицею Принца Уельського з видом на канал Рідо та Карлтонський університет. |
| Церква Покрови Пресвятої Богородиці                         | Садбері           |                  | 40 Notre Dame Ave, Sudbury, Ontario, P3C 5K2     |      | Парох о. Петро Боднар |
| Церква Святого Архангела Михаїла                            | Садбері           | 1951             | 48 William Ave, Coniston, ON P0M 1M0             |      | Будівля церкви відноситься до парафії Церкви Покрови у Садбері. У 1957 році цій церкві було передано вівтар із Церкви Покрови. |
| Церква Різдва Пресвятої Богородиці                          | Су-Сент-Марі      |                  | 293 St George's Avenue East Sault Ste Marie, ON  |      | |
| Церква святого Володимира                                   | Кіркленд-Лейк     |                  | 39 2nd Street East, Kirkland Lake, ON            |      | |
| Українська католицька церква Пресвятого Серця Ісуса         | Ватерфорд         | 1964             | 125 Thompson Rd E, Waterford, ON                 |      | Відкрита 1964 року. Будівництво церкви на той час коштувало 10 тисяч канадських доларів. |

### Квебек
| Назва                          | Місто        | Роки спорудження | Адреса                                              | Фото | Короткі відомості                            |
| Église Ukrainienne de Val-d'Or | Валь-д'Ор    | 1954–1955        | Rue d'Ukraine, Val-d'Or, QC J9P 3M2                 |      | Побудована під керівництвом отця Лева Чайки. |
| Успіння Пресвятої Діви Марії   | Монреаль     | 1955             | 6175 10e Avenue, Montréal, QC H1Y 2H5               |      |                                              |
| Св. Михаїла                    | Монреаль     |                  | 2388 Rue D'Iberville, Montréal, QC H2K 3E1          |      |                                              |
| Св. Духа                       | Монреаль     | 1947             | 1795 Rue Grand Trunk, Montréal, QC H3K 1L9          |      |                                              |
| Св. Василя                     | Лашін        | 1956             | 875 Rue Provost, Lachine, QC H8S 1M8                |      |                                              |
| Св. Андрія                     | П'єрфон      |                  | 14370 Boul. de Pierrefonds, Pierrefonds, QC H9H 4R7 |      |                                              |
| Церква Царя Христа             | Руен-Норанда | 1955–1960        | 210 Avenue Mercier, Rouyn-Noranda, QC               |      | Побудована під керівництвом отця Лева Чайки. |
|                                |              |                  |                                                     |      |                                              |

## Колишні парафії
| Назва                      | Місто      | Роки спорудження | Адреса                          | Фото | Короткі відомості            |
| Церква Зачаття святої Анни | Четем-Кент | 1960             | 416 Lacroix Street, Chatham, ON |      | Церкву перетворено на мечеть |